# National Highway Traffic Safety Administration
National Highway Traffic Safety Administration (Administrația Națională pentru Siguranța Traficului pe Autostrăzi, NHTSA /ˈnɪtsə/ NITS-ə) este o agenție⁠(d) a guvernului federal al SUA, parte a Departamentului Transporturilor, axată pe siguranța transporturilor în Statele Unite ale Americii⁠(d).
NHTSA este însărcinată cu elaborarea și aplicarea standardelor federale de siguranță a autovehiculelor⁠(d), precum și a reglementărilor privind rezistența autovehiculelor la furt și economia de combustibil⁠(d), ca parte a sistemului Corporate Average Fuel Economy⁠(d) (CAFE). FMVSS 209 a fost primul standard care a intrat în vigoare la 1 martie 1967. NHTSA acordă licențe producătorilor și importatorilor de vehicule, permite sau blochează importul de vehicule și de piese de vehicule reglementate în materie de siguranță, administrează sistemul de numere de identificare a vehiculelor (VIN), dezvoltă manechinele⁠(d) antropomorfe utilizate în testele de siguranță din SUA, precum și protocoalele de testare în sine și furnizează informații privind costul asigurării vehiculelor. Agenția și-a afirmat autoritatea de reglementare preventivă în ceea ce privește emisiile de gaze cu efect de seră⁠(d), dar acest lucru a fost contestat de agenții de reglementare de stat precum California Air Resources Board⁠(d).
Standardele federale de siguranță pentru autovehicule sunt cuprinse în United States 49 CFR 571. Alte standarde federale privind vehiculele sunt cuprinse în alte părți ale CFR. O altă activitate a NHTSA este colectarea de date privind accidentele de autovehicule, disponibile în diverse fișiere de date gestionate de Centrul Național de Statistică și Analiză, în special Fatality Analysis Reporting System⁠(d) (FARS), Crash Investigation Sampling System (CISS, în care tehnicienii investighează un eșantion aleatoriu de rapoarte ale poliției privind accidentele) și altele.

## Istorie
În 1964 și 1966, presiunea publică a crescut în Statele Unite pentru a spori siguranța automobilelor⁠(d), culminând cu publicarea cărții Unsafe at Any Speed⁠(d), de Ralph Nader⁠(d), un avocat activist, și raportul pregătit de Academia Națională de Științe, intitulat Accidental Death and Disability: The Neglected Disease of Modern Society⁠(d).
În 1966, Congresul a organizat o serie de audieri publice cu privire la siguranța rutieră, a adoptat o legislație pentru a face obligatorie instalarea centurilor de siguranță și a creat Departamentul de Transport al SUA la 15 octombrie 1966 (Pub.L. 89-670). Legislația semnată de președintele Lyndon Johnson anterior, la 9 septembrie 1966, a inclus Legea națională privind siguranța traficului și a autovehiculelor (Pub.L. 89-563) și Legea privind siguranța autostrăzilor (Pub.L. 89-564) care au creat National Traffic Safety Agency, National Highway Safety Agency și National Highway Safety Bureau, agenții predecesoare a ceea ce va deveni în cele din urmă NHTSA. Odată cu intrarea în vigoare a Federal Motor Vehicle Safety Standards⁠(d) (FMVSS), vehiculele care nu erau certificate de producător sau importator ca fiind conforme cu standardele de siguranță americane nu mai puteau fi importate legal în Statele Unite.
Congresul a înființat NHTSA în 1970 prin Legea privind siguranța rutieră din 1970 (titlul II din Pub.L., la 84 U.S.C. § 1739). În 1972, Motor Vehicle Information and Cost Savings Act a extins domeniul de aplicare al NHTSA pentru a include programe de informare a consumatorilor. În pofida îmbunătățirilor în ceea ce privește proiectarea vehiculelor și conștientizarea publicului cu privire la probleme precum conducerea în stare de ebrietate, numărul deceselor în trafic a rămas încăpățânat de ridicat. La începutul anilor 2020, mai mult de 40.000 Arhivat în 13 mai 2023, la Wayback Machine. locuitori ai SUA au murit în coliziuni auto în fiecare an.
NHTSA a desfășurat numeroase investigații de profil cu privire la problemele de siguranță ale autovehiculelor, inclusiv afacerea Audi 5000/60 Minutes⁠(d), problema Ford Explorer⁠(d) a răsturnării și problema pedalei de accelerație lipicioasă a Toyota⁠(d). Agenția a prezentat o propunere de a impune controlul electronic al stabilității pe toate vehiculele de pasageri până în anul model 2012. Această tehnologie a fost adusă pentru prima dată în atenția publicului în 1997, odată cu testul elanului suedez. În afară de aceasta, NHTSA a emis doar câteva reglementări în ultimii 25 de ani. Cea mai mare parte a reducerii ratelor de decese în vehicule în ultima treime a secolului al XX-lea a fost obținută din standardele de siguranță inițiale ale NHTSA în perioada 1968-1984 și din modificările voluntare ulterioare ale rezistența la coliziune vehiculelor de către producătorii de vehicule.

## Rezultate în materie de reglementare

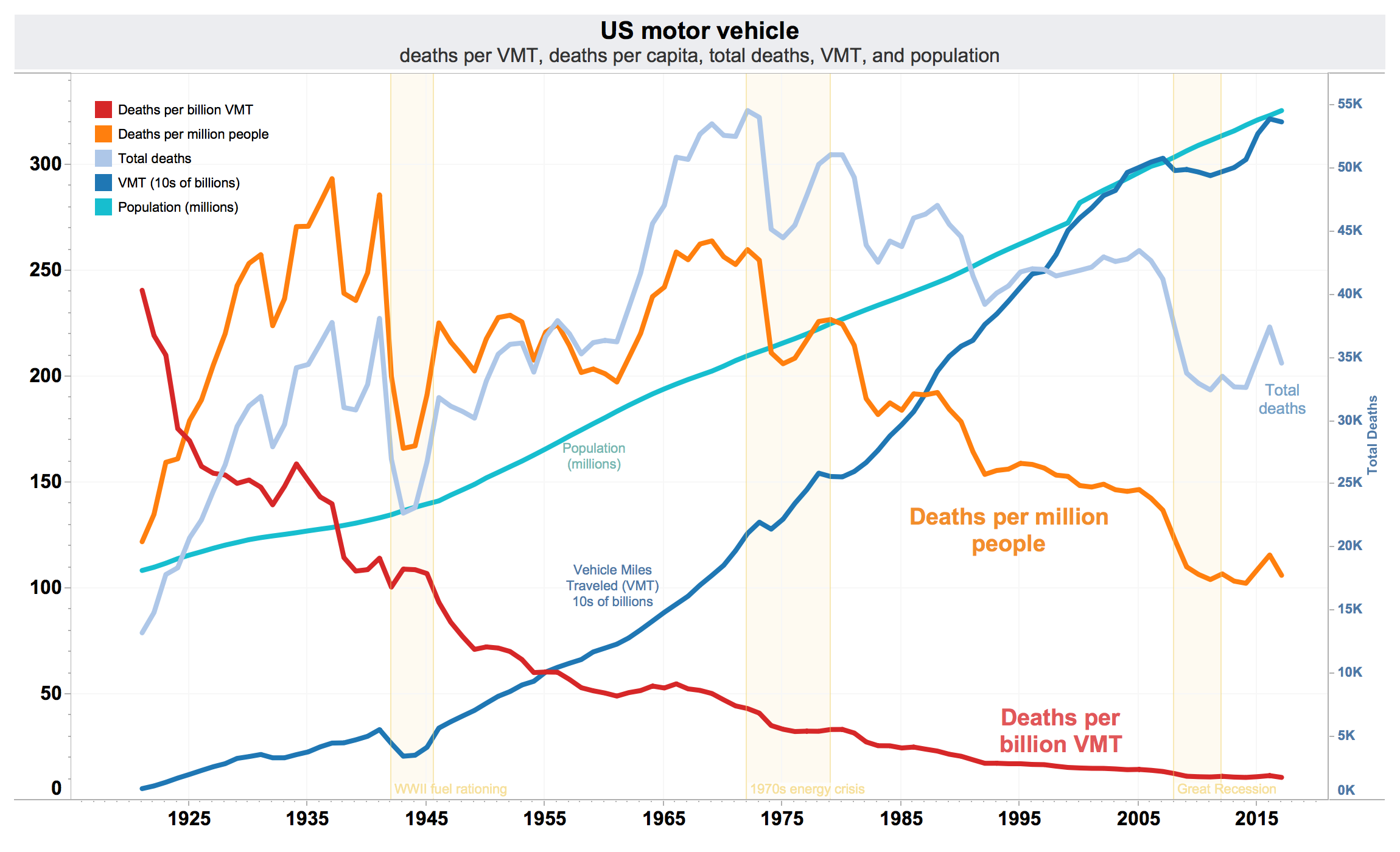
Accidente rutiere anuale în SUA pe miliard de (roșu), mile parcurse (albastru), pe un milion de persoane (portocaliu), total anual de decese (albastru deschis), VMT în zeci de miliarde (albastru închis) și populație în milioane (albastru verziu), din 1921 până în 2017

Auditurile efectuate de Biroul Departamentului de Transport al SUA (U.S. Department of Transportation's Office of the Inspector General în 2011, 2014, 2015, 2016, 2018 și 2021 au concluzionat că NHTSA este ineficientă; auditul din 2021 a constatat că NHTSA nu reușește să emită sau să actualizeze Federal Motor Vehicle Safety Standards⁠(d) în mod eficient sau să acționeze în termenele stabilite cu privire la petiții și investigații; nu a instituit niciun proces pentru responsabilitățile esențiale ale agenției, cum ar fi evaluarea petițiilor, și nu a reușit să pună în aplicare recomandările consensuale derivate din auditul inspectorului general efectuat cu un deceniu înainte, în 2011. Auditul din 2018 a constatat incapacitatea NHTSA de a efectua rechemări în service adecvate și în timp util. Auditul din 2015 a constatat inadecvarea colectării și analizei de către NHTSA a datelor legate de siguranță, (Date și analize inadecvate subminează eforturile NHTSA de identificare și investigare a problemelor de siguranță ale vehiculelor) și agenția a fost lipsită de inițiativă și neglijentă în examinarea defectelor de siguranță.
Datele guvernamentale (de la FARS⁠(d) pentru SUA) dintr-o carte din 2004 a fostului cercetător în domeniul siguranței de la General Motors, Leonard Evans arată că alte țări au obținut în timp îmbunătățiri ale siguranței în trafic mai mari decât cele obținute în Statele Unite:
| Țara           | Decese în 1979 | Decese în 2002 | Variație procentuală |
| -------------- | -------------- | -------------- | -------------------- |
| Statele Unite  | 51,093         | 42,815         | -16.2%               |
| Marea Britanie | 6,352          | 3,431          | -46.0%               |
| Canada         | 5,863          | 2,936          | -49.9%               |
| Australia      | 3,508          | 1,715          | -51.1%               |

Cercetările sugerează că un motiv pentru care SUA continuă să rămână în urmă în ceea ce privește siguranța în trafic este prevalența relativ ridicată în SUA a camionetelor și SUV-urilor, despre care un studiu din 2003 al Transportation Research Board⁠(d) din SUA a constatat că sunt semnificativ mai puțin sigure decât autoturismele. Compararea datelor din trecut cu cele din prezent în SUA. pot duce la distorsiuni, din cauza unei creșteri semnificative a populației și deoarece nivelul traficului de camioane comerciale mari a crescut substanțial din anii 1960, dar capacitatea autostrăzilor nu a ținut pasul. Cu toate acestea, alți factori exercită o influență semnificativă; Canada are rate mai scăzute de decese și răniri pe șosele, în ciuda unui mix de vehicule și a unor reglementări similare cu cele din SUA. Cu toate acestea, utilizarea pe scară largă a vehiculelor pe bază de camioane pentru transportul pasagerilor este corelată cu decesele și rănile de pe șosele nu numai în mod direct, datorită performanțelor de siguranță a vehiculelor „per se”, ci și indirect, prin costurile relativ scăzute ale combustibilului care facilitează utilizarea acestor vehicule în America de Nord. Decesele cauzate de autovehicule scad odată cu creșterea prețului benzinei.

## Colegii internaționale și piața gri
În 1958, sub auspiciile Organizației Națiunilor Unite, a fost înființat un consorțiu cunoscut sub numele de Comisia Economică pentru Europa pentru a standardiza reglementările privind vehiculele în Europa. Obiectivele sale includeau promovarea celor mai bune practici în proiectarea și echiparea vehiculelor și reducerea barierelor tehnice din calea comerțului și traficului paneuropean de vehicule. Această organizație a evoluat în cele din urmă în Forumul Mondial pentru Amonizarea Reglementărilor privind vehiculele, care a elaborat ceea ce a devenit Regulamentul ONU privind proiectarea, construcția și performanța în materie de siguranță și emisii pentru vehicule și componentele acestora. Deși multe țări au adoptat sau au impus aderarea la regulamentele ONU, Statele Unite nu au recunoscut aceste standarde și au restricționat importul de vehicule și componente care nu au fost certificate de producători ca fiind conforme cu reglementările SUA.
Din cauza indisponibilității în America a anumitor modele de vehicule, la sfârșitul anilor 1970 a apărut piața gri. Aceasta a oferit o metodă de a achiziționa vehicule care nu erau oferite oficial în Statele Unite, dar suficiente vehicule importate în acest fel erau defecte, de calitate slabă și nesigure că Mercedes-Benz din America de Nord a ajutat la lansarea cu succes a unui lobby congresional pentru a închide piața gri în 1988. Ca urmare, nu a mai fost posibil să se importe vehicule străine în Statele Unite ca import personal, cu câteva excepții - în principal vehicule care îndeplinesc reglementările canadiene substanțial similare cu cele din Statele Unite și vehicule importate temporar în scopuri de prezentare sau cercetare. În practică, piața gri a implicat câteva mii de autovehicule anual, înainte de eliminarea sa virtuală în 1988.
În 1998, NHTSA a exceptat vehiculele mai vechi de 25 de ani de la normele pe care le administrează, deoarece se presupune că acestea sunt vehicule de colecție. În 1999, anumite vehicule specializate cu un volum de producție foarte scăzut au fost, de asemenea, exceptate în scopul „Show and Display⁠(d)”.
La mijlocul anilor 1960, când a fost stabilit cadrul pentru reglementările privind siguranța vehiculelor din SUA, piața auto din SUA era un oligopol, cu trei companii (GM, Ford și Chrysler) care controlau 85% din piață. Interzicerea continuă a vehiculelor mai noi considerate sigure în țările cu rate mai scăzute ale deceselor legate de vehicule a creat percepția că un efect al activității de reglementare a NHTSA este de a proteja piața americană pentru un oligopol modificat format din cei trei producători auto din SUA și operațiunile americane ale producătorilor de mărci străine. S-a sugerat că impulsul pentru aparenta preocupare a NHTSA pentru controlul pieței, mai degrabă decât pentru performanța în materie de siguranță a vehiculelor, este rezultatul faptului că protecțiile evidente ale pieței, cum ar fi tarifele și legile privind conținutul local, au devenit nepopulare din punct de vedere politic datorită popularității în creștere a comerțului liber, determinând astfel industria să adopte forme mai puțin vizibile de restricții comerciale sub forma unor reglementări tehnice diferite de cele din afara Statelor Unite.
Un exemplu al efectelor de control al pieței ale protocolului de reglementare al NHTSA se regăsește în interzicerea de către agenție, în 1974, a automobilului Citroën SM⁠(d), pe care jurnaliștii contemporani l-au descris ca fiind unul dintre cele mai sigure vehicule disponibile la acea vreme. NHTSA a dezaprobat modelele SM cu faruri orientabile care nu erau de tip fascicul sigilat, care era obligatoriu în acel moment în SUA, precum și suspensie reglabilă pe înălțime, care făcea ca respectarea cerințelor bării de protecție din 1973 să fie prohibitivă din punct de vedere al costurilor. Reglementările inițiale privind bara de protecție aveau scopul de a preveni deteriorarea funcțională a componentelor de siguranță ale unui vehicul, cum ar fi luminile și componentele sistemului de alimentare cu combustibil, atunci când sunt supuse la teste de impact cu bariere la 5 mile pe oră (8 km/h) în față și 2,5 mph (4 km/h) în spate. Cu toate acestea, aceste reglementări privind coliziunile la viteză mică nu au sporit siguranța ocupanților.
Producătorii de vehicule au recunoscut echivalența funcțională a reglementărilor ONU și SUA, au încurajat țările în curs de dezvoltare să le recunoască și să le accepte pe ambele, și au pledat pentru recunoașterea egală a ambelor sisteme în țările dezvoltate. Cu toate acestea, unele caracteristici structurale ale sistemului juridic american sunt incompatibile cu unele aspecte ale sistemului de reglementare al ONU. Studiile au concluzionat că uniformizarea reglementărilor între SUA și restul lumii (care utilizează Reglementările ONU) ar economisi bani în mod semnificativ, probabil fără a afecta siguranța.

## Costuri și costuri-beneficii
NHTSA utilizează analiza cost-beneficiu pentru fiecare dispozitiv de siguranță, sistem sau caracteristică de proiectare impusă pentru instalarea pe vehicule. Niciun dispozitiv, sistem sau caracteristică de proiectare nu poate fi impus decât dacă nu costă mai mult decât o anumită sumă de bani pentru fiecare viață salvată sau dacă va economisi mai mulți bani (în daune materiale, asistență medicală etc.) decât costă. Cerințele sunt echilibrate prin costuri estimate și beneficii estimate. De exemplu, FMVSS #208 impune efectiv instalarea airbagurilor frontale pe toate vehiculele noi din Statele Unite, deoarece este redactată astfel încât nicio altă tehnologie nu poate îndeplini cerințele stipulate. S-a argumentat că, chiar și folosind cifre conservatoare privind costurile și cifre optimiste privind beneficiile, raportul cost-beneficiu al airbag-urilor este atât de extrem încât ar putea ieși din sfera cerințelor cost-beneficiu pentru dispozitivele de siguranță obligatorii. Cerințele cost-beneficiu au fost utilizate ca bază pentru reglementări legate de iluminat în SUA; de exemplu, în timp ce multe țări din lume, cel puțin de la începutul anilor 1970, au impus ca semnalele de direcție din spate să emită lumină chihlimbar pentru a putea fi deosebite de lămpile de frână roșii adiacente, reglementările din S.U.A. permit ca semnalele de direcție din spate să emită lumină chihlimbar sau roșie. Acest lucru a fost justificat istoric pe baza costurilor de fabricație mai mici și a unei mai mari libertăți stilistice a constructorului auto, în contextul în care nu a fost demonstrat niciun beneficiu în materie de siguranță al culorii chihlimbar față de cea roșie. Mai recent Cercetările sponsorizate de NHTSA au demonstrat că semnalele de direcție spate de culoare chihlimbar asigură o evitare a accidentelor semnificativ mai bună decât cele de culoare roșie, și NHTSA a constatat că nu există o penalizare semnificativă a costurilor pentru semnalele portocalii față de cele roșii, totuși agenția nu a luat măsuri pentru a impune semnalele portocalii - în schimb a propus în 2015 să acorde puncte suplimentare NCAP⁠(d) pentru vehiculele de pasageri cu semnale de întoarcere spate portocalii. Cu toate acestea, din septembrie 2022, agenția nu a pus în aplicare această propunere.

## Economie de combustibil

### Reglementările CAFE
NHTSA administrează Corporate Average Fuel Economy⁠(d) (CAFE), care este menit să stimuleze producția de vehicule eficiente din punct de vedere al consumului de combustibil prin intermediul cerințelor privind economia de combustibil măsurată în raport cu media armonică ponderată în funcție de vânzări a gamei de vehicule a fiecărui producător. Multe guverne din afara Americii de Nord promovează economia de combustibil prin taxarea ridicată a carburanților și/sau prin includerea greutății, a dimensiunii motorului sau a economiei de combustibil a unui vehicul în calcularea taxelor de înmatriculare a vehiculelor (taxa de drum).

## NCAP

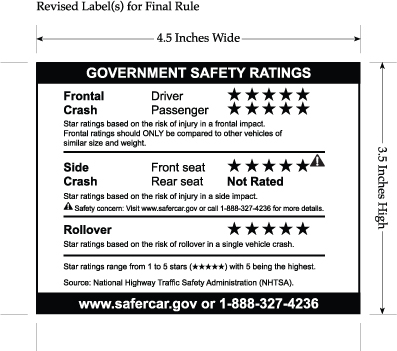
Etichetă cu informații pentru consumatori pentru un vehicul cu rating NCAP

În 1979, NHTSA a creat Programul de evaluare a autovehiculelor noi⁠(d) (NCAP) ca răspuns la titlul II din Legea privind informațiile referitoare la autovehicule și economiile de costuri din 1972, pentru a încuraja producătorii să construiască vehicule mai sigure și consumatorii să le cumpere. De atunci, agenția a îmbunătățit programul prin adăugarea de programe de rating, facilitarea accesului la rezultatele testelor și revizuirea formatului informațiilor pentru a le face mai ușor de înțeles pentru consumatori. NHTSA afirmă că programul a influențat producătorii să construiască vehicule care obțin în mod constant ratinguri ridicate.
Statele Unite au fost prima țară/regiune care a avut un program NCAP, care a fost apoi copiat de alte programe NCAP.
Primul test de impact frontal standardizat 35 mph (56 km/h) a avut loc la 21 mai 1979, iar primele rezultate au fost publicate la 15 octombrie același an.
Agenția a stabilit un protocol de testare a impactului frontal bazat pe Federal Motor Vehicle Safety Standard 208⁠(d) („Occupant Crash Protection”), cu excepția faptului că testul NCAP frontal este efectuat la 35 mph (56 km/h), în loc de 30 mph (48 km/h), așa cum prevede FMVSS nr. 208.
Pentru a îmbunătăți diseminarea ratingurilor NCAP și ca urmare a Safe, Accountable, Flexible, Efficient Transportation Equity Act: A Legacy for Users⁠(d) (SAFETEA-LU), agenția a emis o normă finală care impune producătorilor să înscrie ratingurile NCAP pe autocolant Monroney (autocolantul cu prețul automobilului). Regula avea ca dată de intrare în vigoare 1 septembrie 2007.

## Administrare
Agenția are un buget anual de 1,09 miliarde de dolari (FY2020). Agenția clasifică cea mai mare parte a cheltuielilor sale la rubrica privind siguranța conducătorilor auto, cu o minoritate de cheltuieli pentru siguranța vehiculelor și o sumă mai mică pentru chestiunile de securitate energetică de care este responsabilă, și anume economia de combustibil a vehiculelor.

## Administratori din trecut
| Administrator       | Termenul a început în | Termenul s-a încheiat în |
| ------------------- | --------------------- | ------------------------ |
| Steven Cliff⁠(d)     | 2022                  | 2022                     |
| Mark Rosekind⁠(d)    | 2014                  | 2017                     |
| David Strickland    | 2010                  | 2014                     |
| Nicole Nason⁠(d)     | 2006                  | 2008                     |
| Jeffrey W. Runge    | 2001                  | 2005                     |
| Sue Bailey          | 2000                  | 2001                     |
| Ricardo Martinez    | 1994                  | 1999                     |
| Marion Blakey⁠(d)    | 1992                  | 1993                     |
| Jerry Ralph Curry   | 1989                  | 1992                     |
| Diane K. Steed      | 1983                  | 1989                     |
| Raymond A. Peck Jr. | 1981                  | 1981                     |
| Joan Claybrook⁠(d)   | 1977                  | 1981                     |
| John W. Snow⁠(d)     | 1976                  | 1977                     |
| James Gregory       | 1973                  | 1976                     |
| Douglas W. Toms     | 1970                  | 1973                     |